# Parketa

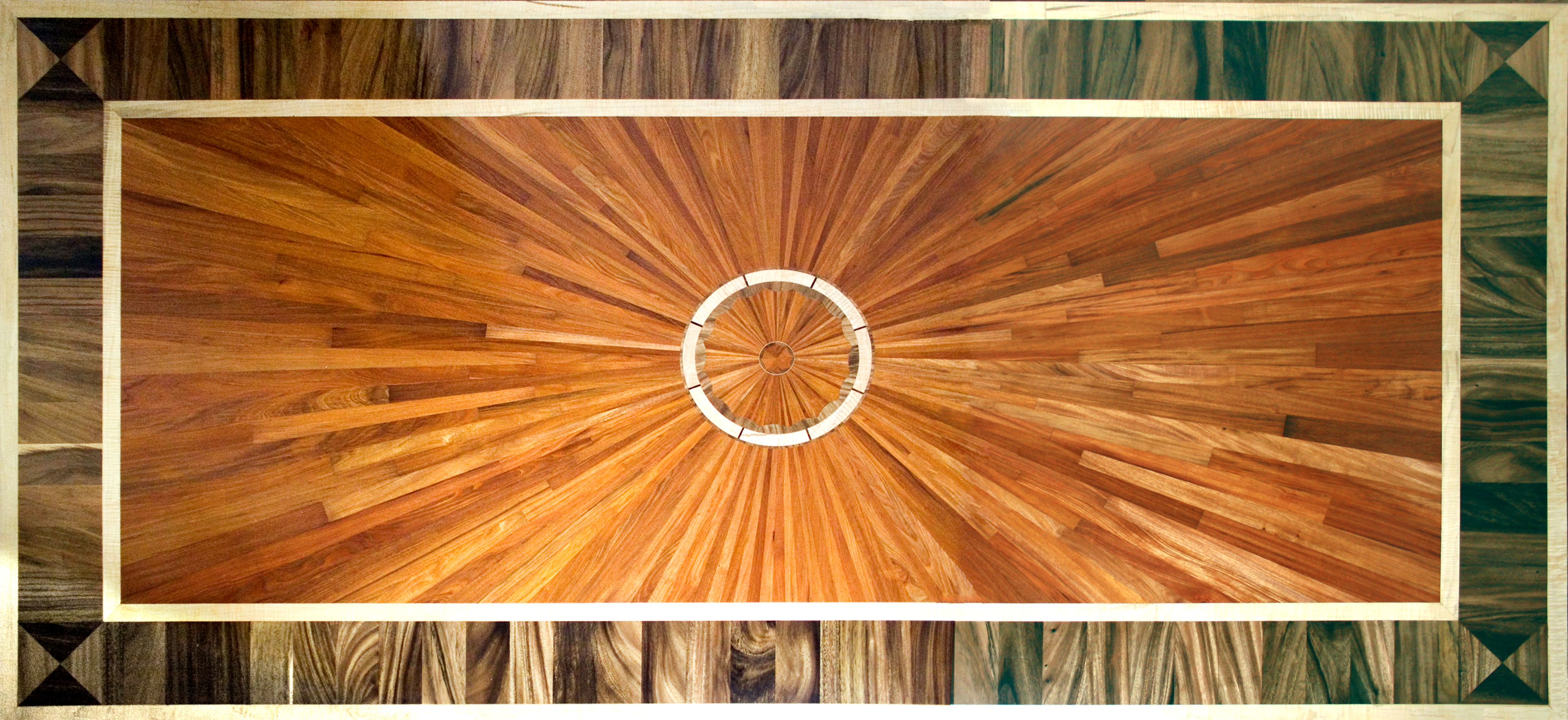
Ukázka mozaikových parket

Parketa je kus opracovaného tvrdého dřeva (dub nebo buk), určeného ke skládání do parketového vzoru nebo do mozaiky a vytváření souvislých ploch, nejčastěji podlah. Nepřesně se jako parkety označují i obdobné vlýsky jednotné velikosti a materiálu, které se skládají do pravidelného vzoru, nejčastěji do tzv. stromečku, to je obdoba rybích koster).
Parkety mohou mít různé vzory, jak nekonečné - opakované, tak velké a symetrické obrazce. Výjimkou nejsou ani tabulkové vzory, anglické vzory, průletové, rybinové, prokládané nebo zámecké vzory. Mozaikové parkety často tvoří kosočtverce a trojúhelníkovité tvary, nebo specifické obrazce ve stylu baroka. Na parkety se většinou používají tvrdší dřeviny jako je dub, jasan nebo ořech.
Parkety se vyrábějí buď jednovrstvé, nebo jako vícevrstvé. Rozdíl je ve složení a v ceně. Jednovrstvé parkety bývají zpravidla vyrobené celé z velmi kvalitního masívního dřeva. Levnější variantou jsou pak vícevrstvé parkety, kdy je vrchní vrstva vyrobena z kvalitního masívního dřeva, tak aby byla zachována trvanlivost podlahy. Spodní vrstva je oproti tomu zpravidla tvořena běžnějším dřevem. Parkety se nejčastěji používají na podlahy, mohou se však použít i na vertikální objekty jako jsou např. výplně skříňových stěn.